# Adam Carolla
Adam Carolla (n. 27 mai 1964, Los Angeles, California, SUA) este un realizator de emisiuni radiofonice și de televiziune și actor de comedie american.
Prezintă The Adam Carolla Show, talk show distribuit ca podcast, care deține recordul de cel mai descărcat podcast, conform Guinness World Records.